# 関山鎮
関山鎮（グアンシャン/かんざん/せきやま-ちん）は台湾台東県の鎮。

## 地理
関山鎮是台東県北部に位置し、西は海端郷と、北は池上郷と、東は東河郷と、南は鹿野郷とそれぞれ接している。東を海岸山脈に、西を中央山脈に挟まれた花東縦谷南部に位置し、鎮内を卑南渓が流れている。年間降水量は約2,000mm、年間平均気温は23.7℃である。

## 行政区
| 里                                                     |
| ------------------------------------------------------ |
| 里壠里、中福里、新福里、電光里、徳高里、豊泉里、月眉里 |

## 歴代鎮長
| 代 | 氏名 | 任期 |
| -- | ---- | ---- |

## 教育

### 高級商業学校
- 国立関山高級工商職業学校

### 国民中学
- 台東県立関山国民中学

### 国民小学
- 台東県立関山国民小学

## 交通

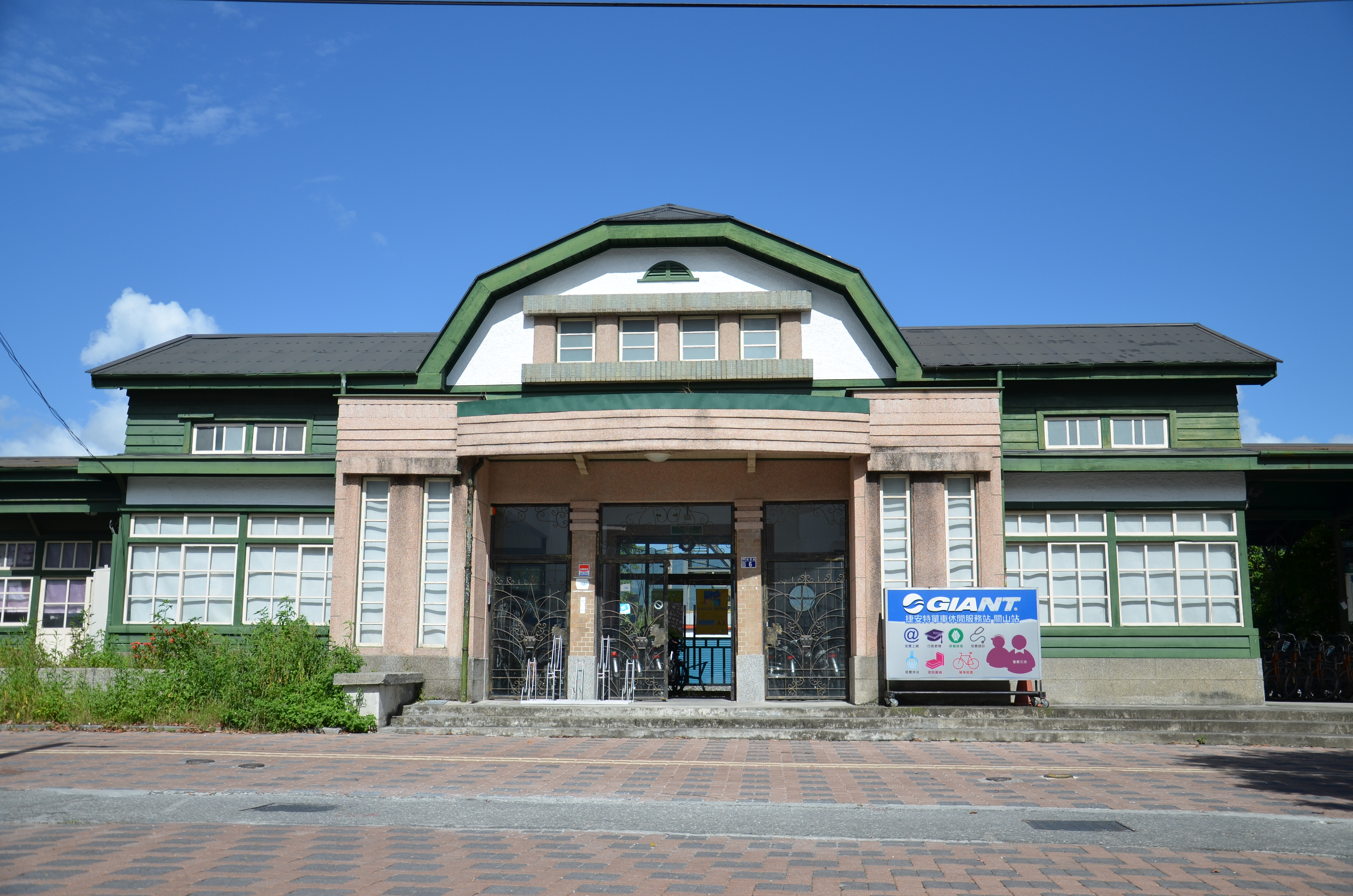
ジャイアント自転車サービスステーション関山店（旧関山駅）

| 種別 | 路線名称         | その他        |
| ---- | ---------------- | ------------- |
| 鉄道 | 台東線           | 海端駅 関山駅 |
| 省道 | 台9線            | 花東公路      |
| 省道 | 台20線           |               |
| 県道 | 県道197号 (台湾) |               |

## 観光
- 関山天后宮（中国語版）
- 南山寺
- 関山八景
- 旧関山駅
- 関山親水公園（中国語版）
- 関山サイクリングロード